# Список міністрів закордонних справ ПАР
Міністр закордонних справ ПАР — міністр в уряді ПАР. З 1927 по 1955 рр. обов'язки міністра закордонних справ виконували прем'єр-міністри Південно-Африканської Республіки.
З 30 травня 2019 року Міністр міжнародних відносин і співробітництва пані Наледі Пандор.

## Список міністрів закордонних справ
1. Герцог Джеймс Баррі (1927 — 1939), Прем'єр-міністри за посадою
2. Ян Смутс (1939 — 1948)
3. Даніель Франсуа Малан (1948 — 1954)
4. Йоганнес Стрейдом (1954 — 1955)
5. Ерік Лоув (1 січня 1955 — 9 січня 1964), Міністри закордонних справ
6. Хілгард Мюллер (9 січня 1964 — 1 квітня 1977)
7. Фредерік Бота (1 квітня 1977 — 11 травня 1994)
8. Альфред Нзо (11 травня 1994 — 17 червня 1999)
9. Нкосазана Дламіні-Зума (17 червня 1999 — 11 травня 2009)
10. Маіте Нкоана-Машабане (з 11 травня 2009 - 26 лютого 2018), Міністри міжнародних відносин і співробітництва
11. Ліндіве Сісулу (27 лютого 2018 - 29 травня 2019)
12. Наледі Пандор (з 30 травня 2019)[1]